# David Bradley (réalisateur)
Pour les articles homonymes, voir David Bradley et Bradley.
David Bradley est un réalisateur, acteur, producteur, scénariste et directeur de la photographie américain né le 6 avril 1920 à Winnetka, Illinois (États-Unis), décédé le 19 décembre 1997 à Los Angeles.

## Filmographie

### comme réalisateur
- 1941 : Peer Gynt (+ scénariste et directeur de la photographie)
- 1950 : Julius Caesar (+ scénariste)
- 1952 : Talk About a Stranger (en)
- 1958 : Dragstrip Riot (en)
- 1960 : 12 to the Moon (en)
- 1963 : The Madmen of Mandoras
- 1968 : They Saved Hitler's Brain (en) (TV)

### comme acteur
- 1941 : Peer Gynt : Herr Trumpeterstraale / Bailiff
- 1946 : Macbeth : Macbeth
- 1950 : Julius Caesar : Brutus

### comme producteur
- 1941 : Peer Gynt
- 1946 : Macbeth
- 1950 : Julius Caesar